# HFB 320 ハンザジェット
HFB320 ハンザジェット
HFB320 ハンザジェット
- 用途：ビジネスジェット
- 製造者：ハンブルガー・フルクツォイクバウ
- 運用者：西ドイツ空軍ほか
- 初飛行：1964年4月21日
- 生産数：47機[1]
- 生産開始：1965年5月
- 運用開始：1968年3月

HFB320 ハンザジェット（HFB-320 Hansa Jet）は、1964年から1973年にドイツの航空機メーカーのハンブルガー・フルクツォイクバウで生産された全金属製、双発の10座ビジネスジェットである。

## 特徴
この機の最も特筆すべき特徴は、機体中央部に配された前進翼である。この配置は客室容積を減らすことなく客室の後ろ側に主翼の桁を通すことができる。2006年までの時点において民間航空機で唯一の前進翼機である。

## 開発

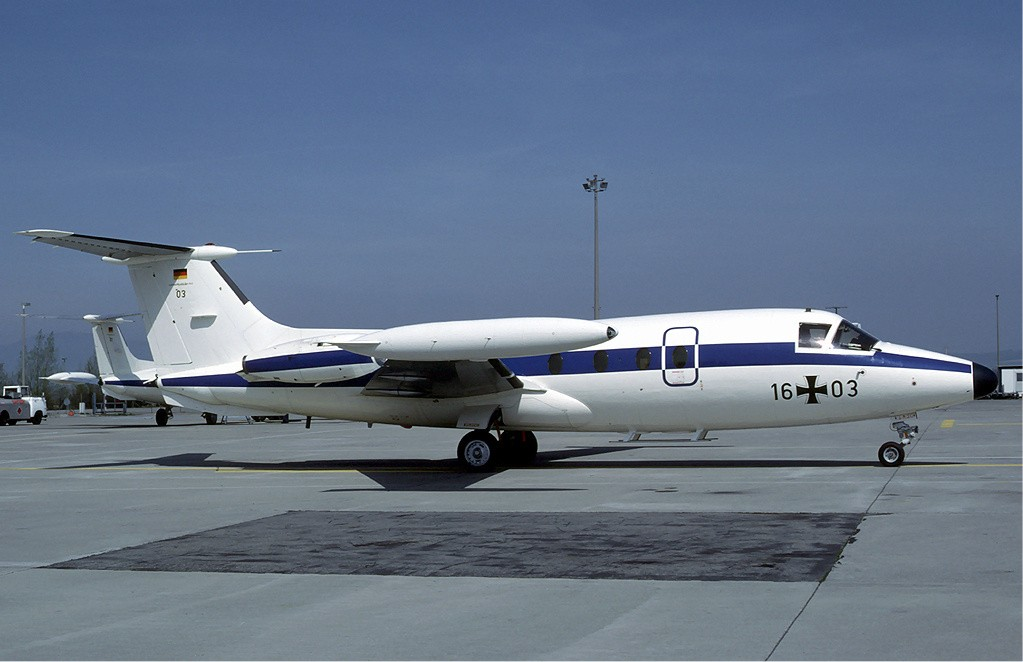

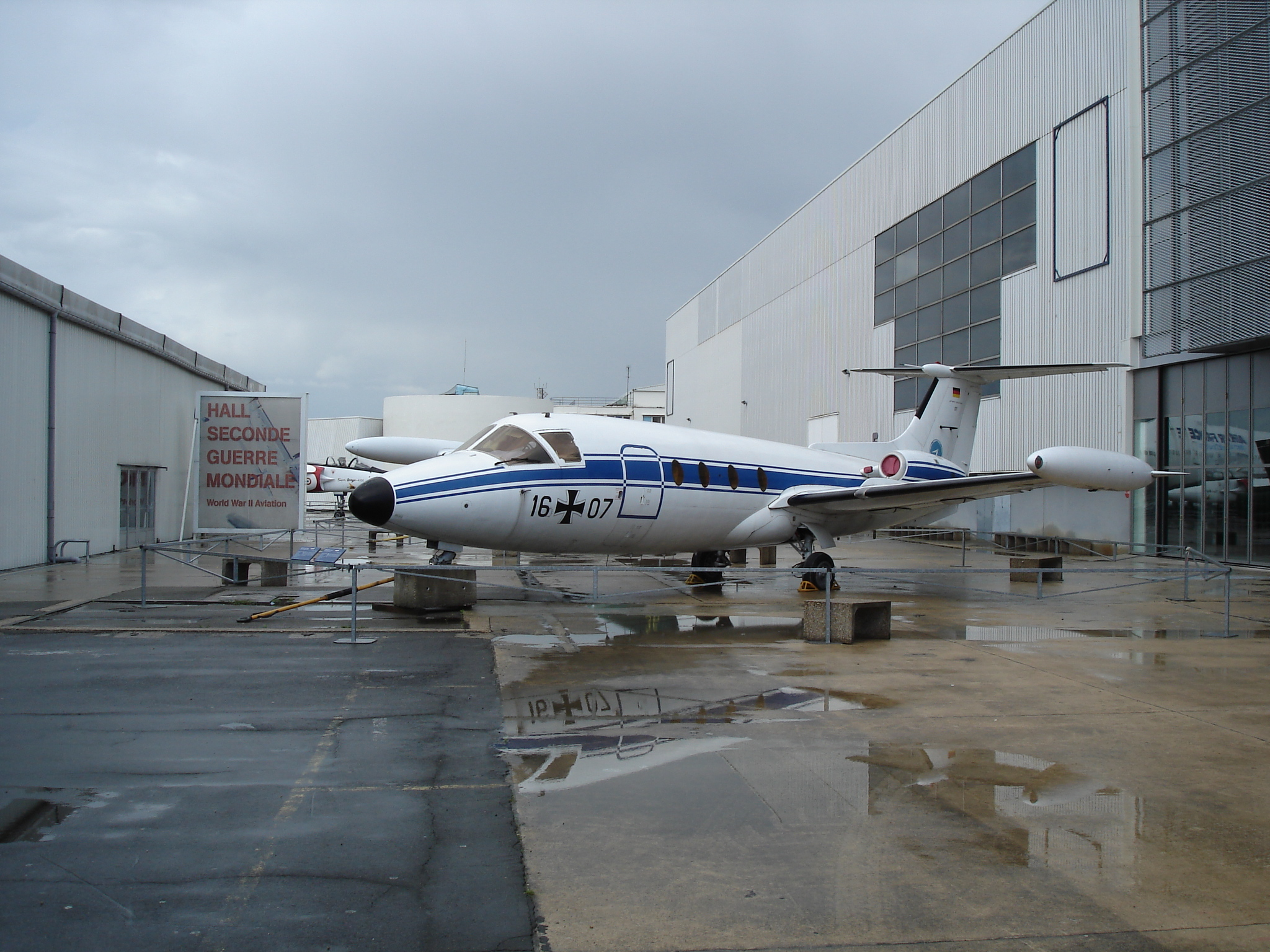

開発には第二次世界大戦中に製造された世界初の前進翼爆撃機、ユンカース Ju 287の設計担当者であるハンス・ウォッケが参加。当時のノウハウが注ぎ込まれた。
最初の試作機が1964年4月21日に初飛行を行い、試作2号機が同年10月19日これに続いた。1965年5月12日に試作1号機がT字尾翼に起因する問題で失われた。ハンブルガー・フルクツォイクバウのチーフテストパイロットはこの墜落事故で死亡した。この墜落事故により、量産機に装備されたスティックプッシャーを含む失速特性の改善が図られた。最初の量産機10機の組み立てが1965年5月に始まり、1966年2月2日に量産初号機が飛行し、その後まもなく別の2機が続いた。1967年に型式認定を取得し、1968年3月に最初の顧客のハンブルクのジェネラルエアーに引き渡された。
1963年にドイツ連邦空軍は13機のHFB320を発注した。1966年にこの機種の評価の一環としてオーベルファッフェンホーフェン（Oberpfaffenhoffen）のEst61飛行隊に2機の量産型が配備された。1969年にはVIP輸送機としての配備を開始した。
競争力のある新しいジェット機の登場による市場競争の激化と比較的低い安全性の実績により、販売は衰えて行き1973年に生産は終了した。航空安全ネットワーク（Aviation Safety Network）によるとこの機種では合計9件（内6件は致命的な）の事故が記録されている。20パーセントという驚くべき機体損失率であるが、機体設計が直接の事故原因だったのは試作機の墜落ただ1件のみである。大多数の事故の原因はパイロットのミスによるものである。

## 軍事運用
西ドイツ
- ドイツ連邦空軍

## 要目
- 乗員 - 2名
- 搭乗可能乗客数 - 7または11～15名
- 全長 - 16.61 m (54 ft 6 in)
- 全幅 - 14.48 m (47 ft 6 in)
- 全高 - 4.92 m (16 ft 2 in)
- 翼面積 - 30.14 m² (324.4 ft²)
- 空虚重量 - 5,511 kg (12,125 lb)
- 最大離陸重量 - 9,218 kg (20,280 lb)
- 巡航速度 - 825 km/h (445 knots, 513 mph)
- 巡航高度 - 11,433 m (37.500 ft)
- 航続距離 - 2,413 km (1.303 nm , 1,500 miles)
- 上昇率 - 21.6 m/s
- エンジン - 2 * ゼネラル・エレクトリックCJ610-5 ターボジェット（それぞれ13.15 kN (2,950 lbf)）